# شکلانا خوتا (استان اشوی‌داشکسیه)
شکلانا خوتا (به لهستانی: Szklana Huta) یک منطقهٔ مسکونی در لهستان است که در گمینا بیلینه واقع شده‌است. شکلانا خوتا ۲۰۰ نفر جمعیت دارد.